# Моррис, Джулиан
Джу́лиан Дэ́вид Мо́ррис (англ. Julian David Morris, род. 13 января 1983, Лондон) — английский актёр.

## Биография
Джулиан Моррис родился 13 января 1983 года в Лондоне. Актёрскую карьеру начал в Anna Scher Theatre в своём родном Лондоне. Именно там его заметил режиссёр телесериала (англ. «The Knock») и предложил ему роль в одном из эпизодов. В течение восьми лет продолжает обучаться в театральном училище, после чего три сезона играл с главной британской труппой (Royal Shakespeare Company).
Дебютировал в кино в 1999 году с фильмом «Не разбивай моё сердце». В 2000 году получает постоянную роль в небольшом телесериале (англ. «Fish»). Снялся в видеоклипе группы Sugababes на песню «Freak Like Me» с их альбома 2002 года. В 2005 году получает главную роль в американском триллере «Волк_одиночка», в котором играет вместе с Джоном Бон Джови и Джаредом Падалеки.
В 2008 году снимался в таких фильмах, как «Морская прогулка», «Операция „Валькирия“» с Томом Крузом, телесериале «Скорая помощь» в роли доктора Эндрю Уайда. В 2009 играл одну из основных ролей в фильме-ужасов «Крик в общаге». С 2010 года снимается в сериале «Милые обманщицы» в роли доктора Рена Кингстона.

## Фильмография

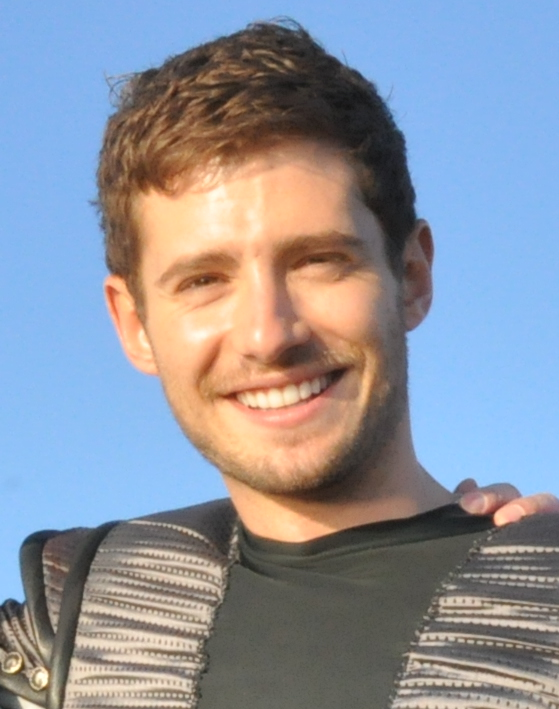
Джулиан Моррис в марте 2013 года

| Год       |     | Русское название                    | Оригинальное название                               | Роль                                    |
| --------- | --- | ----------------------------------- | --------------------------------------------------- | --------------------------------------- |
| 1996      | с   |                                     | The Knock                                           | Дэвид Эллис                             |
| 1999      | с   |                                     | Kid in the Corner                                   | школьник                                |
| 1999      | ф   | Не разбивай моё сердце              | Don't Go Breaking My Heart                          | Чарли Гослинг                           |
| 2000      | с   |                                     | Fish                                                | Карл Ламсден                            |
| 2002      | кор |                                     | Spin                                                | Физ                                     |
| 2002      | тф  | Молодой Артур                       | Young Arthur                                        | Артур                                   |
| 2004      | тф  | Мисс Марпл: Убийство в доме Викария | Marple: The Murder at the Vicarage                  | Деннис Клемент                          |
| 2005      | ф   | Волк_одиночка                       | Cry_Wolf                                            | Оуэн Мэтьюз                             |
| 2006      | ф   | Танцовщица                          | Whirlygirl                                          | Джеймс                                  |
| 2007      | с   | Акула                               | Shark                                               | Дилан Кроуфорд                          |
| 2008      | ф   | Морская прогулка                    | Donkey Punch                                        | Джош                                    |
| 2008      | ф   | Операция «Валькирия»                | Valkyrie                                            | молодой лейтенант 10-й танковой дивизии |
| 2008—2009 | с   | Скорая помощь                       | ER                                                  | доктор Эндрю Уайд                       |
| 2009      | с   | Избалованные                        | Privileged                                          | Саймон                                  |
| 2009      | ф   | Крик в общаге                       | Sorority Row                                        | Энди                                    |
| 2009      | с   | В последний миг                     | Eleventh Hour                                       | Куинн                                   |
| 2010      | с   | Моё поколение                       | My Generation                                       | Андерс Холт                             |
| 2010      | с   | 24 часа                             | 24                                                  | агент Оуэн                              |
| 2010      | ф   | Привилегии богатых девчонок         | Privileged                                          | Спенсер Стефенс                         |
| 2010—2014 | с   | Милые обманщицы                     | Pretty Little Liars                                 | Рен Кингстон                            |
| 2011      | с   | Однажды в сказке                    | Once Upon a Time                                    | Принц Филипп                            |
| 2012      | с   | Мужики за работой                   | Men at Work                                         | Дэмьен                                  |
| 2012      | ф   | Келли + Виктор                      | Kelly + Victor                                      | Виктор                                  |
| 2012      | ф   | За гранью                           | Beyond                                              | Фэрли Коннорс                           |
| 2013      | тф  | Виновный                            | Guilty                                              | Алекс Бойд                              |
| 2014      | ф   | Не подавай виду                     | Something Wicked                                    | Райан                                   |
| 2014—2015 | с   | Новенькая                           | New Girl                                            | Райан                                   |
| 2014—2016 | с   | Десница Божья                       | Hand of God                                         | Пол Кёртис                              |
| 2015      | ф   | Сердце дракона 3: Проклятье чародея | Dragonheart 3: The Sorcerer's Curse                 | Гарет                                   |
| 2016      | кор |                                     | Take Flight                                         | Уолт                                    |
| 2017      | ф   | Уотергейт: Крушение Белого дома     | Mark Felt: The Man Who Brought Down the White House | Боб Вудворд                             |
| 2017      | с   | Мужчина в оранжевой рубашке         | Man in an Orange Shirt                              | Адам Берримен                           |
| 2017      | с   | Маленькие женщины                   | Little Women                                        | Джон Брук                               |
| 2018      | ф   | Гадюшник                            | Viper Club                                          | Энди                                    |
| 2019      | с   | Утреннее шоу                        | The Morning Show                                    | Эндрю                                   |
| 2020      | с   | Хорошая борьба                      | The Good Fight                                      | майор Бригам                            |
| 2021      | тф  | Королевское Рождество в Квинсе      | A Royal Quenns Christmas                            | Принц Колин                             |
| 2022      | тф  | Присутствие любви                   | The Presence of Love                                | Даниэль                                 |
|           | кор |                                     | The Strawberry Jam                                  | Джек                                    |

## Роли в театре
- 1996 — Ричард III У. Шекспира — Эдуард, принц Уэльский — театр Барбикан (режиссёр Стивен Пимлотт)
- 1996 — Макбет У. Шекспира — Флинс — театр Барбикан (режиссёр Тим Олбери)
- 1999 — Ричард III У. Шекспира — Эдуард, принц Уэльский — театр Савой (режиссёр Элайджа Мошински)